# George Cooper (Organist)

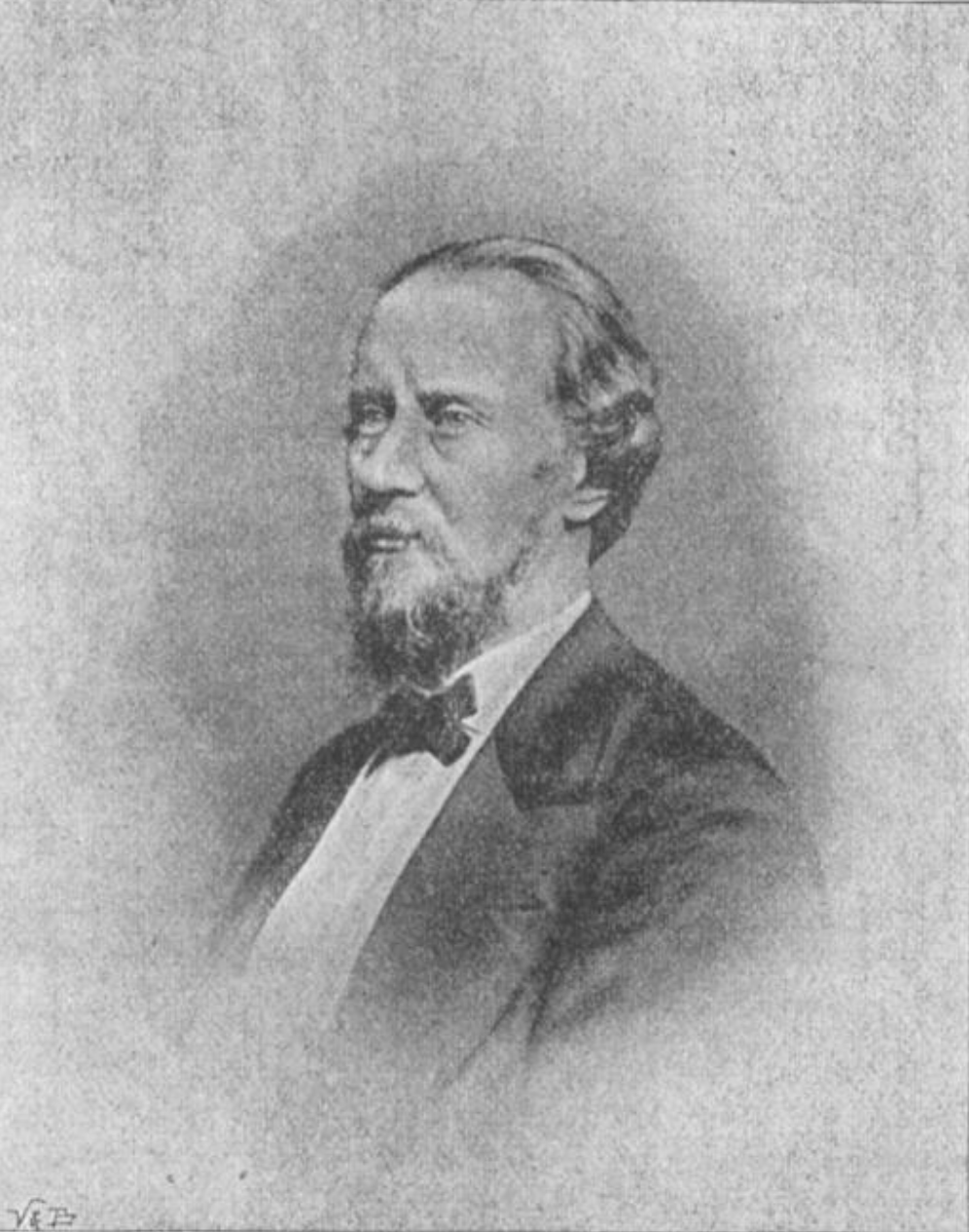
George Cooper

George Cooper (* 7. Juli 1820 in London Borough of Lambeth; † 7. Oktober 1876 in London) war ein britischer Organist und Musikpädagoge.

## Leben
Cooper entstammte einer Familie, die über Generationen Organisten in London stellte. Sein Vater, der gleichfalls George Cooper hieß, war Organist an der St Paul’s Cathedral. Cooper zeigte frühzeitig große Fertigkeit beim Spiel auf dem Pedalcembalo. Thomas Attwood, dem Hauptorganisten an St Paul’s, fiel dies auf, und er ließ ihn verschiedentlich bei Feiern der Sons of the Clergy auftreten. Ab dem elften Lebensjahr vertrat er gelegentlich seinen Vater im Dienst.
1834 wurde er Organist an der Kirche St Benet Paul’s Wharf, zwei Jahre später auch an St Anne and St Agnes. Nach dem Tod Attwoods 1838 erhielt er die Stelle seines Vaters an St Paul’s. Nach dem Tod seines Vaters 1843 übernahm er die Organistenstelle an der Kirche St Sepulchre-without-Newgate, die zuvor sein Vater und sein Großvater versehen hatten. Im gleichen Jahr erhielt er eine Anstellung als Organist und Chorleiter am Christ’s Hospital, die gleichen Funktionen übernahm er 1856 als Nachfolger von John Bernard Sale an der Chapel Royal.
1862 gab er William Windles Church and Home Metrical Psalter and Hymn Book überarbeitet und mit eigenen Kompositionen ergänzt neu heraus. 1876 übernahm er nach Henry Gauntletts Tod dessen Arbeit an der Ausgabe der Wesley’s Hymns, die, vollendet von Edward Hopkins, nach seinem Tod 1877 erschien. Zu seinen Schülern zählten die Organisten Romain-Octave Pelletier, Edmund Chipp und Langdon Colborne, der Orgelbauer Henry Willis und der Dirigent Henry Wood.

## Werke
- Organ Arrangements
- Organist’s Assistant
- Introduction to the Organ
- Organist’s Manual (1851)
- W. Windle: Church and Home Metrical Psalter and Hymn Book (Hrsg., 1862)
- Wesley’s Hymns (Hrsg., 1877)